# Флорес Эстрада, Альваро
Альваро Флорес Эстрада (исп. Álvaro Flórez Estrada; 27 февраля 1766, Пола де Сомьедо, Астурия, Испания — 16 декабря 1853, Норенья, Астурия, Испания) — испанский экономист и политический деятель, юрист, во время революции 1808—1814 годов — один из организаторов борьбы против французской оккупации 1808—1813 годов, представитель либерального крыла в Кадисских кортесах, во время революции 1820—1823 годов сначала принадлежал к левому крылу революционеров, в конце 1820 года примкнул к комунерос. Выступал сторонником независимости испанских колоний в Америке во время войны за независимость испанских колоний в Америке.

## Биография
Альваро родился 27 февраля 1766 года в городе Пола де Сомьедо, Астурия, Испания в семье весьма просвещённого Мартина де Лос Сантоса, имевшего богатую собственную библиотеку, которой пользовался и Альваро.
Образование получил в Университете Овьедо, где изучал право и философию в 1780—1781 годах (документы университета того времени были сожжены в ходе революции в 1934 году).
Альваро первый раз женился на Хуане Куэпо де Льяно, сестре Конда де Торено, но через год Хуана умерла.
После чего в 1786 году переезжает в Мадрид, где становится судьёй. Но вскоре вернулся в Пола де Сомьедо. В 1796 году М. Годой был назначен генеральным казначеем Королевства. 22 апреля 1797 года Альваро женился второй раз на Марии Амалии Корнейо Харегуандо, дочери члена Совета Кастилии Андре Бруно Корнейо и фрейлины королевы Марии Луизы. У них родилось двое сыновей: Альваро и Карлос, и двое дочерей: Рамона и Мануэла. В 1801 году М. Годой освободил Альваро от должности, после чего он вернулся в Астурию, где в 1802—1808 годах был членом Совета Астурии.
В 1808 году А. Ф. Эстрада был назначен генеральным прокурором Астурии, в 1812 году являлся интендантом армии Андалусии.
Во время преследования в 1814—1819 годах и в 1823—1836 годах находился в эмиграции в Англии.
В 1820 году депутат кортесов и редактор издававшейся в Кадиксе оппозиционной газеты «El tribuno del pueblo».
28 февраля 1823 года назначен государственным секретарём, но 16 апреля 1823 года ушёл в отставку.
Был депутатом Овьедо в законодательные органы в 1839, 1840 и 1843 годы, с февраля по март 1840 года занимал должность председателя Конгресса, а 22 августа 1845 года был назначен пожизненным сенатором.
Альваро был назначен почётным вице-президентом Института Франции, членом Академии моральных и политических наук.
Альваро Флорес Эстрада умер 16 декабря 1853 года в Мирафлоресе, Астурия, Испания.

## Память

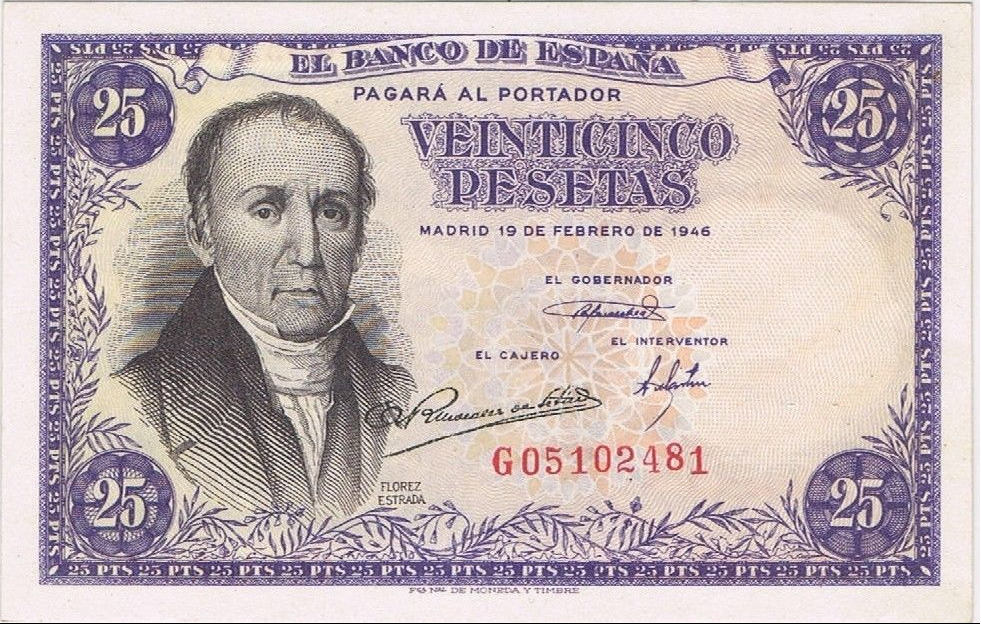
Билет Банка Испании в 25 песет образца 1946 года

Портрет Альваро Флореса Эстрада запечатлён на лицевой стороне банкноты в 25 песет, которая была эмитирована Банком Испании в 1946 году.
Имя Альваро Флореса Эстрада вписано в монумент Овьедо, посвященный экономистам и финансистам Астурии.